# Accii
Les Accii sont les membres de la gens Accia. Ils formaient une famille plébeienne dans la Rome antique. Elle est principalement connue par deux hommes, Lucius Accius, un poète tragique du IIe s. av. J.-C., et Titus Accius, célèbre pour avoir poursuivi en justice Aulus Cluentius Habitus, défendu par Cicéron dans son Pro Cluentio. Les autres Accii sont connus essentiellement par la documentation épigraphique latine de l'époque impériale.

## Origines
Les Accii les plus connus pour l'époque républicaine sont tous originaires de Pisaurum en Ombrie, ce qui permet de penser que toute la famille en provenait. Le lien de parenté éventuel entre Lucius et Titus Accius n'est pas connu. Les découvertes épigraphiques portant la mention du nom des Accii sont majoritairement localisées dans le centre de l'Italie, entre l'Ombrie et le Samnium, ainsi que dans les régions adjacentes, ce qui permet de conforter l'hypothèse première d'une origine osco-ombrienne.

## Praenominautilisés
La plupart des Accii portent des prénoms traditionnels romains : Caius, Lucius, Marcus, Titus, Publius, et Quintus ; quelques cas isolés de Cnaeus, Numerius, and Spurius sont attestés par l'épigraphie.

## Membres

### Sous la République
- Lucius Accius, (-170 - v.-84), parfois nommé Attius, était un des premiers poètes tragiques de Rome. Il était fils d'un affranchi. La plupart de ses œuvres avaient pour modèle les tragédies d'Eschyle ainsi que d'autres auteurs grecs illustres. On sait qu'il est l'auteur d'œuvres plus spécifiquement romaines : des Praetextata, des Annales (une histoire de Rome en vers), ainsi qu'un corpus en prose dont une histoire de la poésie. Il était relativement admiré et reconnu pour sa maîtrise du langage. Son œuvre n'est préservée que par fragments[a 1],[a 2],[a 3],[a 4].
- Titus Accius, chevalier romain originaire de Pisaurum, entreprit en 66 av. J.-C. de poursuivre en justice Aulus Cluentius Habitus pour le meurtre de son beau-père, Statius Albius Oppianicus. Cluentius fut défendu par Cicéron, dans son discours du Pro Cluentio. Accius a suivi des études de rhétoriques avec Hermagoras, son style appliqué est loué par Cicéron, qui reconnaît sa maîtrise du latin[a 5].

### Sous le Principat

#### Accii Sura
Les Accii Sura sont originaire d'Aquilée.
- Accius Sura, (v.60 - ap.98/113), chevalier romain d'Aquileia, ami de Pline;
  - ? (Accius Sura), (v.85 - ?);
    - ? (Accia), (v.105 - ?), épouse un (Mutilius);
      - ? Quintus Mutilius Sura Accianus Nepos, (v.120 - ?), Xvir stlitibus iudicandis[b 1];

  - ? (Accius), (v.90 - ?);
    - ? Accius Iulianus, (v.110/20 - ap.v.150/60), consul suffect v.150/60;
      - ? (Accia), (v.140 - ?), épouse de Neratius Priscus;
      - ? (Accius Iulianus), (v.145 - ?);
        - ? (Accius Iulianus), (v.170 - ?);
          - Lucius Accius Iulianus Asclepianus, (v.200 - ap.v.235), consul suffect, curator rei publicae d'Utica[b 2];
            - Accia Heuresis Venantium, (v.225 - ?);
            - Accia Asclepianilla Castorea, (v.230 - ?);

#### Autres
- Accia C. l., femme affranchie attestée sur une inscription découverte à Rome[2].
- Accius, attesté dans une inscription de Préneste, dans le Latium, datée entre 14 et 16 de notre ère[b 3].
- Accius, attesté par une inscription funéraire à Venosa en Apulie[b 4].
- Accius Amoenitae l., affranchi inhumé en Hispanie Citérieure, sur le site de Segoyuela de los Cornejos, près de Salamanque, mort à l'âge de 80 ans[b 5].
- Caius Accius, ancien maître d'Accius Antiochus et d'Accia, deux affranchis ayant vécu à Rome[2].
- Caius Accius, père de Marcus Accius, ancien maître supposé de Caius Accius Dio[3].
- Caius Accius, ancien maître de Caius Accius de Mevania[4].
- Caius Accius, père de Caius Accius Faber[5].
- Caius Accius C. l., affranchi attesté sur une inscription de Mevania en Ombrie[4].
- Lucius Accius, père de Lucius Accius Calvius[6].
- Lucius Accius M. f., nommé sur une inscription d'Aquilée en Vénétie et Histrie[7].
- Marcus Accius, père de Lucius Accius d'Aquileia[7].
- Marcus Accius, père de Marcus Accius, quattuorvir[8].
- Marcus Accius, ancien maître de Marcus Accius Primus[9].
- Marcus Accius, père de Marcus Accius de Hatria[10].
- Marcus Accius, mari d'Accia Valentina, à qui il dédie un monument funéraire à Colonia Claudia Ara Agrippinensium (Cologne actuelle) en Germanie Inférieure[11].
- Marcus Accius C. f., inhumé à Reate (Rieti) dans le Samnium, peut-être l'ancien maître de Caius Accius Dio[3].
- Marcus Accius M. f., un des quattuorviri jure dicundo de Volcei en Lucanie, selon une inscription des années 50 av. J.-C.[8]
- Marcus Accius M. f., nommé sur une inscription d'Hatria[10].
- Numerius Accius, ancien maître de Numerius Accius Philonicus[12].
- Publius Accius, père de Caius Accius Ruficanus[13].
- Publius Accius, ancien maître de Publius Accius Athictus et d'Accia Horrea[14].
- Publius Accius Q. f., père de Quintus Accius Aco Auditus[15].
- Quintus Accius, père de Quintus Accius Masculus[16].
- Quintus Accius, grand père de Quintus Accius Aco Auditus[15].
- Quintus Accius Fus[...], nommé sur une inscription d'Ateste[b 6].
- Spurius Accius, père de Caius Accius Tiro[17].
- Titus Accius, ancien maître de Titus Accius Simplicius, Titus Accius Paelinus, Titus Accius Vitalis, Accia Nais, Titus Accius Cerealis, Titus Accius Salvus, Titus Accius Tiro, et d'Accia Thabis[18].
- Quintus Accius P. f. Q. n. Aco(?) Auditus, nommé sur une inscription découverte à Hatria[15].
- Accia Amabilis, nommé sur une inscription funéraire découverte à Salona en Dalmatie[19].
- Accius C. l. Antiochus, affranchi connu par une inscription découverte à Rome[2].
- Publius Accius P. l. Athictus, affranchi, époux d'Accia Horrea, il fut Sevir à Aquilée[14].
- Lucius Accius Augurinus, soldat inhumé à Rome[b 7].
- Lucius Accius Caeno, inhumé sur le site de Hinojosa de Duero, dans la province de Lusitanie, à l'âge de 50 ans[b 8].
- Lucius Accius L. f. Calvius, enterré à Altinum en Italie[6].
- Titus Accius T. l. Cerealis, affranchi mentionné dans une inscription funéraire découverte à Corfinium dans le Samnium[18].
- Marcus Accius Crescens, enterré à Norba en Lusitanie, mort à 60 ans[b 9].
- Caius Accius C. M. l. Dio, affranchi inhumé à Rieti[3].
- Caius Accius Diodatus, qui dédia à un monument funéraire à sa bien-aimée Primilla à Caesarobriga en Lusitanie[b 10].
- Caius Accius C. f. Faber, nommé sur une inscription découverte à Hatria[5].
- Marcus Accius Felix, soldat des vigiles de Rome, nommé dans une inscription datée des années 210 ap. J.-C.[b 11]
- Marcus Accius Florus, inhumé à Gades in Hispania Baetica, mort à 75 ans, aux côtés de sa femme Accia Stratonice[20].
- Accius Granius, mort 6 jours avant les kalendes de septembre en 409, inhumé à Altava en Maurétanie Césarienne, à 75 ans[b 12].
- Caius Accius Hedychrus, attesté par une inscription mentionnant l'offrande d'une libation à Mithra, dans la cité d'Emerita Augusta en Lusitanie[b 13].
- Accia Hel[...], nommé dans une inscription funéraire découverte à Campodipietra dans le Samnium[12].
- Accia Horrea, affranchie, épouse de Publius Accius Athictus, avec qui elle était inhumée à Aquilée[14].
- Lucius Accius Justus, connu par une inscription commémorant une offrande religieuse à Rome, sous le règne conjoint de Septime Sévère et de Caracalla[b 14].
- Lucius Accius Lemnus, connu par une inscription commémorant une offrande religieuse à Narbo Martius (Narbonne) en Gaule Narbonnaise[b 15].
- Cnaeus Accius Mahes, nommé dans une inscription dédicatoire découverte à Rome[b 16].
- Accius Marcianus, mort 11 jours avant les kalendes de novembre, en 444, inhumé à Altava, à 52 ans[b 17].
- Titus Accius Marcus, enterré à Virunum dans la province de Norique, avec sa femme Saturnina et son fils Accius Maximus[21].
- Lucius Accius Mascel, inhumé à Cirta en Numidia, mort à 50 ans[b 18].
- Quintus Accius Q. f. Masculus, enterré à Corduba en Bétique[16].
- Accius Maximus, décurion de la colonie romaine d'Aquincum (Budapest) en Pannonie Inférieure[b 19].
- Accius T. f. Maximus, fils de Titus Accius Marcus et de Saturnina, inhumé avec ses parents à Virunum, mort à 22 ans. Il était soldat dans la deuxième Légion[21].
- Publius Accius Mercurius, nommé dans une inscription de Cortone en Étrurie[b 20].
- Accia Nais, une affranchie, nommé dans une inscription funéraire de Corfinium[18].
- Titus Accius T. l. Paelinus, affranchi nommé dans une inscription funéraire de Corfinium[18].
- Numerius Accius N. l. Philonicus, affranchi nommé dans une inscription funéraire découverte à Campodipietra[12].
- Marcus Accius M. l. Primus, désigné comme vestiarius, tailleur de vêtements, inhumé à Narbonne[9].
- Lucius Accius Reburrus Ter(mestinus?), inhumé à Salamanque, en Lusitanie, mort à 16 ans[b 21].
- Quintus Accius Rogatianus Caecilianus, sacerdos maximus, prêtre de haut-rang, nommé dans une inscription découverte à Choud el-Batel, ville romaine d'Afrique Proconsulaire, et datant du règne de Philippe l'Arabe[b 22].
- Caius Accius P. f. Ruficanus, vétéran de la douzième cohorte de la garde prétorienne à Rome[13].
- Titus Accius T. l. Salvus, affranchi, fils de Titus Accius Tiro et d'Accia Thabis, qui lui dédient un monument funéraire à Corfinium[22].
- Titus Accius T. f. Secundus, nommé dans une inscription commémorant une libation, découverte dans la province des Alpes Pennines[b 23].
- Titus Accius Severus, nommé dans une inscription commémorant une libation offerte à Jupiter Optimus Maximus découverte à Krapina en Croatie[b 24].
- Titus Accius T. l. Simplicius, affranchi nommé dans une inscription découverte à Corfinium[18].
- Accius Statutus, nommé dans une inscription dédicatoire découverte à Liternum en Campanie[b 25].
- Accia Stratonice, inhumé à Gades (Cadix), mort à 65 ans, en compagnie de Marcus Accius Florus[20].
- Lucius Accius Terentus, qui fit une offrande libatoire à Jupiter, d'après une inscription découverte à Atina dans le Latium, datée de 114 ou de 144[b 26].
- Caius Accius Tertius, qui dédia un monument à son frère, Caius Julius Donatus, inhumé à Altava vers ses 20 ans[b 27].
- Accia T. l. Thabis, affranchie, épouse de Titus Accius Tiro et mère de Titus Accius Salvus[22].
- Caius Accius S. f. Tiro, inhumé à Carthage[17].
- Titus Accius T. l. Tiro, affranchi, époux de Accia Thabis, père de Titus Accius Salvus[22].
- Accia Valentina, affranchie, épouse de Marcus Accius, inhumée à Cologne[11].
- Lucius Accius Venustus, nommé dans une inscription de Philippes en Macédoine[b 28].
- Lucius Accius Vitalis, qui fit une offrande à Madaurus en Afrique Proconsulaire[b 29].
- Titus Accius T. l. Vitalis, affranchi et membre du collège des seviri augustales à Corfinium[18].
- Lucius Accius Zosimianus, inhumé à Solin (Croatie), mort à 13 ans[19].
- Marcus Flavius Accius, soldat dans la Légion XXII, inhumé à Acqui Terme / Aquae Statiellae en Ligurie[b 30].